# Thomas Stanley (1er baron Stanley)
Pour les articles homonymes, voir Thomas Stanley.
Sir Thomas Stanley (mort en 1459), roi de l'île de Man et Lord lieutenant d'Irlande, est un homme politique anglais.

## Biographie
Il est le fils unique de sir John Stanley et d'Isabel, fille de Nicholas Harrington de Farelton. Vers 1425, il reçoit le titre de chevalier. Il devient roi de l'île de Man et des autres domaines de son père, à la mort de ce dernier, en 1432, même si rien ne prouve qu'il ait mis un jour les pieds sur l'île de Man.
La même année, il devient Lord lieutenant d'Irlande, comme l'ont été son père et son grand-père avant lui. Il exerce cette fonction jusqu'en 1438, après quoi le roi Henri VI le rappelle en Angleterre afin qu'il y exerce la fonction de contrôleur de la Maison du roi. Dès lors, le royaume d'Irlande sombre dans le désordre et Stanley doit y retourner en 1435 pour y ramener l'ordre. Il est nommé lieutenant de justice de Chester en 1441.
En 1448 et en 1452, il participe à des sommets pour négocier des trêves dans la guerre contre l'Écosse. En 1456, il est reçu à la maison de la Noblesse britannique, sous le titre de « baron Stanley ».
Alors qu'il négocie une nouvelle trêve avec les Écossais, en 1460, il meurt. De son mariage avec Jeanne, héritière de Robert Goushill, il a trois fils et une fille : Thomas, William, (mort en 1495) John, ancêtre des Stanley d'Alderly, et Katherine. En tant qu'aîné, Thomas lui succède.